# 克尔根卓街道
克尔根卓街道，是中华人民共和国新疆维吾尔自治区博尔塔拉蒙古自治州博乐市下辖的一个乡镇级行政单位。

## 行政区划
克尔根卓街道下辖以下地区：
北京南路社区、长江路社区、虹桥社区和建国路社区。